# Boruja

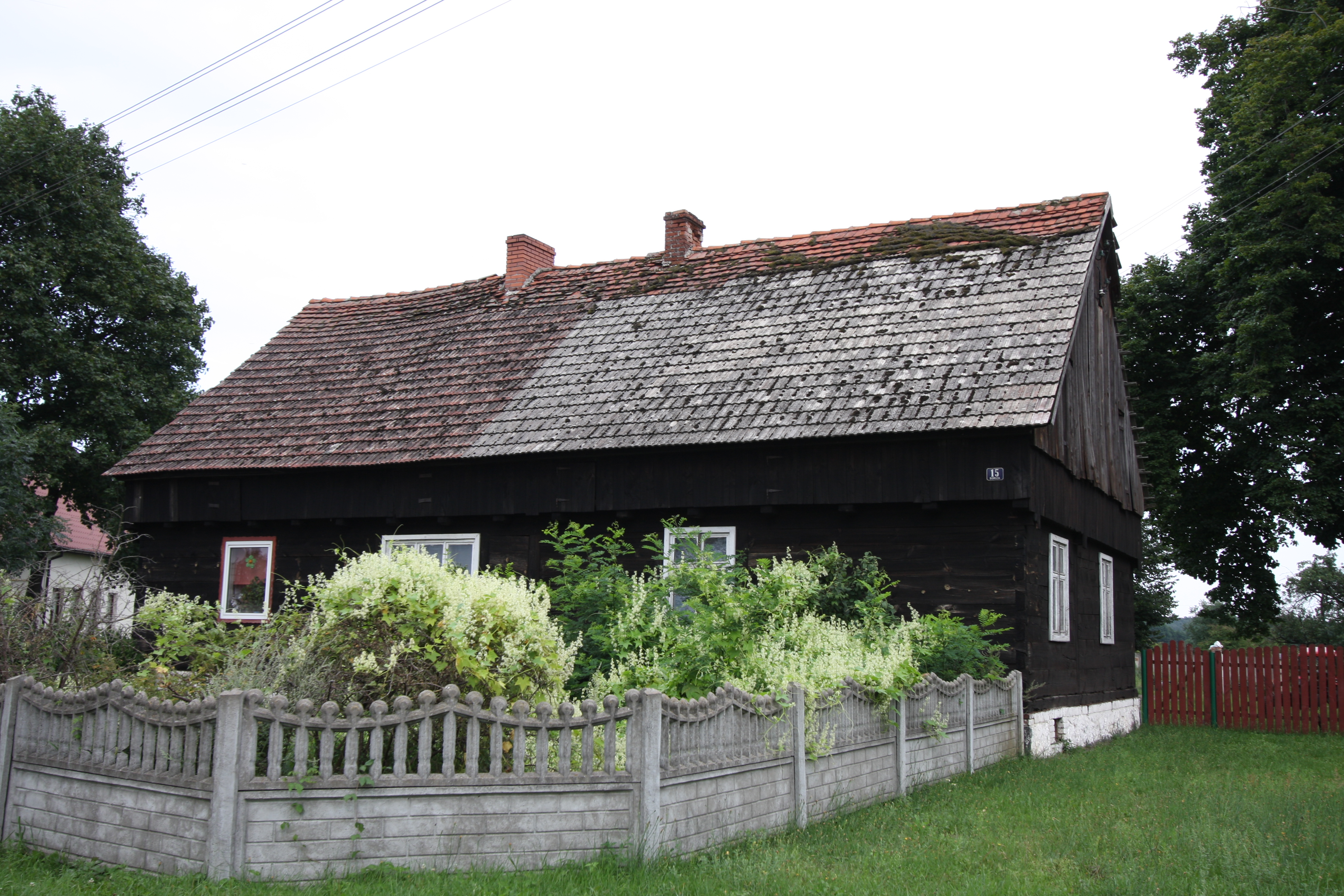
Denkmalgeschütztes Holzhaus in Boruja

Boruja (deutsch Borui, zur Zeit der deutschen Besetzung Polens Marienhain) ist ein Dorf in der Landgemeinde Siedlec im Powiat Wolsztyński in der Woiwodschaft Großpolen in Polen. 
Der Ort liegt rund elf Kilometer südöstlich von Siedlec, dreizehn Kilometer nordwestlich von Wolsztyn und rund sechzig Kilometer südwestlich von Posen. Im Jahr 2021 wurde eine Einwohnerzahl von 428 verzeichnet.

## Kulturdenkmale
Unter Denkmalschutz stehen eine Vielzahl sehenswerter Holzhäuser und Fachwerkgebäude. Es handelt sich um Wohn- und Wirtschaftsgebäude, die überwiegend in der ersten Hälfte des 19. Jahrhunderts errichtet wurden.